# アジアリベラルアーツ大学連合
アジアリベラルアーツ大学連合（AALAU）は、アジアの国や地域にある主要なリベラル・アーツ大学の連合。 2017年11月に設立された。連合本部は香港の嶺南大学にある。

## 加盟大学
世界大学ランキングが教育の質を長年にわたって示すことができなかったことから、同様のビジョンと特性を持つ15の大学が提携を結んでいる
。
AALAUの最初の15加盟大学は、それぞれの国の著名な大学であり、その共通性は高度に国際化され、高い社会的評判と高い教育の質です。 これらのメンバーの中には、フォーブスの「アジアのトップ10リベラルアーツカレッジズ」に選ばれたものもいます。
当初、AALAUの日本語名は「アジア基礎教養大学連盟」と呼ばれていた。現在、AALAUには25の大学が加盟している。

### 香港
- 嶺南大学

### 中国
- 昆山デューク大学
- 華東師範大学
- 東北師範大学
- 上海紐約大学（オブザーバー）
- 寧波諾丁漢大学
- 北京大学元培学院

### 台湾
- 輔仁大学
- 国立政治大学
- 東海大学 (台湾)

### 日本
- 国際基督教大学
- 九州大学
- 立教大学
- 上智大学
- 東京大学教養学部
- 早稲田大学

### 韓国
- 東国大学校
- 梨花女子大学校
- 慶煕大学校
- ソウル大学校
- ソウル市立大学校
- 嶺南大学校
- 延世大学校

### インド
- 共生リベラルアーツ学校

### タイ
- マヒドン大学